# Arnold Reymond
Arnold Reymond est une personnalité vaudoise et un philosophe suisse né le 21 mars 1874 dans le canton de Vaud à Vevey et décédé à Lausanne le 11 janvier 1958. 
En 1925, il prend une chaire à l'Université de Lausanne. Recteur de l'Université de 1930 à 1932, il sera le Président du comité d'organisation du quatrième centenaire de l'Université. Après sa demande de don à Benito Mussolini le 20 juillet 1936, un scandale lié à la nomination de Mussolini en tant que Docteur Honoris Causa par l'Université de Lausanne éclate.   

## Biographie
Arnold Reymond est un philosophe suisse né le 21 mars 1874 dans le canton de Vaud à Vevey et décédé à Lausanne le 11 janvier 1958[réf. nécessaire].
Il obtient son doctorat à l'Université de Genève en 1908 avec sa thèse sur l'histoire des idées de l'infini, Logique et mathématiques. Essai historique et critique sur le nombre infini.   
En 1913, Arnold Reymond est nommé professeur de philosophie à l'Université de Neuchâtel où il enseignera jusqu'en 1925. Durant cette période, il prépare et rédige son ouvrage qui paraît en 1924 sous le titre d'Histoires et sciences exactes et naturelles dans l'Antiquité gréco-romaine. C'est également durant cette période que son enseignement influence Jean Piaget. En 1925, il prend une chaire à l'Université de Lausanne et devient recteur de l'Université de 1930 à 1932. Il abandonne l'enseignement à la suite d'une opération du larynx en 1938 et quittera l'Université en 1944.    
Président du comité d'organisation du quatrième centenaire de l'Université de Lausanne, Arnold Reymond contacte Benito Mussolini le 20 juillet 1936 afin de solliciter un don pour la création notamment d'un Fonds de recherche " qui pourra être en partie affecté à un tel but précis que les donateurs, s'ils le désirent,voudront bien nous suggérer". En février 1937, il consulte le Conseil d'Etat Vaudois au sujet de la nomination de Mussolini par l'Université en tant que docteur honoris causa, « pour avoir conçu et réalisé dans sa patrie une organisation sociale qui a enrichi la science sociologique et qui laissera dans l’histoire une trace profonde »

## Travaux
- Logique et mathématiques: essai historique et critique sur le nombre infini, Saint-Blaise : Foyer Solidariste, 1908
- Histoire des sciences exactes et naturelles dans l'Antiquité gréco-romaine, Paris: 1924. Traduit comme Histoire des sciences dans l'Antiquité gréco-romaine, New York: EP Dutton & Co., 1927 [7]
- Les penseurs de la Grèce; histoire de la philosophie antique, 1928
- Les principes de la logique et de la critique contemporaine, 1932
- Philosophie spiritualiste; études et méditations, recherches critiques, 1942
- L'Histoire des sciences et la philosophie des sciences, 1949

## Articles
- Arnold REYMOND, « La logique stoïcienne », Revue de Théologie et de Philosophie, nouvelle Série, vol. 17, no 72,‎ 1929, p. 161-171 (lire en ligne)
- Arnold REYMOND, « Lettre de M. Arnold Reymond, Professeur à l'Université de Lausanne », Revue de Métaphysique et de Morale, no No. 1/2 « Léon Brunschvicg : L'oeuvre et l'homme »,‎ janvier-avril 1945, p. 8-11 (lire en ligne)